# 38 (număr)
38 (treizeci și opt) este numărul natural care urmează după 37 și îl precede pe 39.

## În matematică
- Este un număr compus.[1]

Heaxagon magic de ordinul n=3.
Suma oricărui rând este M = 38.

- Este suma pătratelor primelor trei numere prime: 38 = 22 + 32 + 52
- 37 și 38 formează prima pereche de numere întregi pozitive consecutive care nu sunt divizibile cu niciuna dintre cifrele pe care le conțin.
- Nu există nicio rezolvare a formulei φ(x) = 38, ceea ce înseamnă că 38 este un număr nontotient.[2]
- 38 este cel mai mare număr par care nu poate fi scris ca suma a două numere compuse impare
- 38 este suma oricărui rând al unui heaxagon magic de ordinul 3.
- 38! − 1 face 523022617466601111760007224100074291199999999, care este număr prim și al 16-lea număr prim factorial.[3]
- Este un număr semiprim.[4]

## În știință și tehnologie
- Numărul atomic al stronțiului este 38.

### Astronoie
- Messier 38 (M38 sau NGC 1912) este un obiect ceresc care face parte din Catalogul Messier. Este un roi deschis situat în constelația Vizitiul.
- NGC 38 este o galaxie spirală din constelația Peștii.
- 38 Leda este o planetă minoră.
- 38P/Stephan-Oterma este o cometă periodică din sistemul solar.

## Alte domenii
- Paralela de 38° latitudine nordică este granița Războiului din Coreea între Coreea de Nord și Coreea de Sud.
- Numărul de sloturi de pe o roată de ruletă americană (0, 00 și 1 până la 36; ruleta europeană nu folosește slotul 00 și are doar 37 de sloturi).
- 38 de ani a durat călătoria evreilor de la Cades-Barnea, până la sosirea lor la muntele Hor, în Deuteronom, cap. 1
- Calibrul .38
- Clasa 38 de locomotive din Noul Wales de Sud.